# Medal Afryki Wschodniej i Centralnej
Medal Afryki Wschodniej i Centralnej (ang. East And Central Africa Medal) – jeden z medali kampanii brytyjskich, usankcjonowany w roku 1899, wybity w celu upamiętnienia udziału w kampanii w Ugandzie w latach 1897–1899.

## Zasady nadawania
Medal przyznawany był personelowi Royal Navy, wojsk lądowych i sił lokalnych.

## Klamry medalu
- LUBWA'S
- UGANDA 1897–98
- 1898
- UGANDA 1899

## Opis medalu
Awers: identyczny jak na Medalu Sudanu – popiersie królowej Wiktorii w welonie i mniejszej jubileuszowej koronie, trzymającej w prawej ręce berło królewskie oraz inskrypcja VICTORIA REGINA ET IMPERATRIX.
Rewers: przedstawia Brytanię trzymającą trójząb w prawej dłoni, lewą trzymającą gałązkę palmową wskazuje wschodzące słońce. Towarzyszy jej lew. Pod nią znajduje się inskrypcja East and Central Africa.